# Junichi Hirokami
Junichi Hirokami (広上 淳一?, Hirokami Jun'ichi; Tokyo, 5 maggio 1958) è un direttore d'orchestra giapponese.

## Biografia
Nato a Tokyo Hirokami studiò direzione d'orchestra, pianoforte, musicologia e viola al Tokyo College of Music. Vinse il primo Concorso Internazionale di Direzione Kondrashin ad Amsterdam nel settembre 1984 all'età di 26 anni. Uno dei giudici di quel concorso, il pianista Vladimir Ashkenazy inngaggiò poi Hirokami per dirigere la NHK Symphony Orchestra in una tournée del Giappone con Ashkenazy nel maggio 1985.
Dal 1991 al 1996 fu direttore principale dell'Orchestra Sinfonica di Norrköping. Fu direttore principale della Limburg Symphony Orchestra dal 1998 al 2000. È stato anche il direttore ospite principale della Japan Philharmonic Orchestra e della Royal Liverpool Philharmonic.
Hirokami diventò il direttore musicale della Columbus Symphony Orchestra il 1º giugno 2006, con un contratto iniziale di 3 anni. Durante la crisi finanziaria dell'orchestra del 2008 Hirokami supportò energicamente i musicisti durante una lunga disputa contrattuale, che causò tensioni nei rapporti tra Hirokami e il consiglio e la direzione dell'orchestra. Il 13 novembre 2008, in una lettera ai musicisti dell'orchestra, Hirokami annunciò che il consiglio della Columbus Symphony Orchestra lo aveva licenziato dal suo incarico, con effetto immediato. Dall'aprile 2008 fu direttore principale della Kyoto Symphony Orchestra, con un contratto iniziale di 3 anni.

## Vita privata
Hirokami e sua moglie Yukari hanno una figlia, Kimiko. Nel 1973 la musica della cantante pop Junko Sakurada ispirò l'allora quindicenne Hirokami, così che iniziò un fan club a dedicato lei.